# Jacqueline Andere
María Esperanza Jacqueline Andere-Aguilar (geboren am 20. August 1938 in Mexiko-Stadt) ist eine mexikanische Schauspielerin.

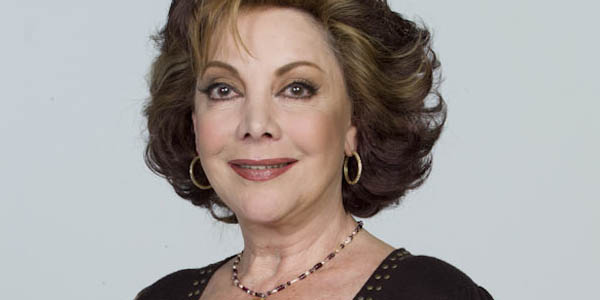
Jacqueline Andere (2010)

## Leben und Karriere
Andere wurde am 20. August 1938 in einer jüdischen Familie in Mexiko-Stadt geboren. Sie war mehr als 30 Jahre lang, von 1967 bis zu seinem Tod 1997, mit José María Fernández Unsáin verheiratet. Sie hatten ein gemeinsames Kind, Chantal Andere, die ebenfalls Schauspielerin ist.
Andere ist seit 1959 aktiv. Sie wurde als eine der Killerinnen in der beliebten Serie Mujeres Asesinas ausgewählt.
Ihre Auftritte in Telenovelas begannen 1960 mit Vida por vida, und eine ihrer Hauptrollen als Bösewichtin war in La Madrastra an der Seite von Victoria Ruffo und Peregrina. Sie spielte auch die Hauptrolle in Soy Tu Dueña und Widerpart von Lucero und Fernando Colunga.
Mit ihrer Tochter spielte sie 2002 die Hauptrolle in der Telenovela La Otra, in der Chantal die jüngere Version der Figur ihrer Mutter spielte.
Sie spielte die Hauptrolle der Antagonistin in Emilio Larrosas Telenovela Libre para amarte.
Einer ihrer bekanntesten Filme war La Casa del Pelícano.

## Filmographie (Auswahl)

### Telenovelas (Auswahl)
- El vuelo del águila (1994–1995)
- Mi querida Isabel (1996–1997)
- Angela (1998–1999)
- La mexicana y el güero (2020–2021)
- Peregrina (2005–2006)

### Spielfilme (Auswahl)
- 1958: El Vestido de novia
- 1962: Der Würgeengel („El Ángel Exterminador“)
- 1965: Lola de mi vida
- 1967: El Zangano
- 1968: Tres noches de locura
- 1969: Fallaste corazon
- 1970: Puertas del paraíso
- 1971: Yesenia
- 1972: Con amor de muerte
- 1973: Separacion matrimonial as Clara
- 1974: Simon Blanco
- 1976: La Casa del Pelícano
- 1977: Picardia mexicana
- 1982: El Cabezota
- 1993: La Señorita
- 2000: A propósito de Buñuel
- 2013: 7 Años de Matrimonio

### Theater (Auswahl)
- 1964: La vidente
- 1977: Corona de sombra
- 1983: Un tranvia llamado deseo
- 2000: El amor no tiene edad
- 2007: Carlota Emperatriz
- 2009: Entre Mujeres
- 2012: Relaciones Peligrosas

### Als Synchronsprecherin (Auswahl)
- 1980: Nutcracker Fantasy
- 1992: Sanrio World of Animation

### Auszeichnungen

#### Premios TVyNovelas
- 1989: beste Schauspielerin für Nuevo amanecer
- 1995: beste Schauspielerin für El vuelo del águila
- 1998: beste Schauspielerin für Mi querida Isabel
- 2003: beste Antagonistin in La otra